# Championnat de Serbie de hockey sur glace
Le Championnat de Serbie de hockey sur glace (en serbe latin : Hokejaška Liga Srbije) est la plus haute ligue de hockey sur glace en Serbie. Elle comprend à l'heure actuelle six équipes. La compétition succède au Championnat de Serbie-et-Monténégro de hockey sur glace à la suite de l'indépendance du Monténégro.

## Équipes
Les équipes engagées pour la saison 2017-18:
- Spartak Subotica
- HK Vitez
- HK Vojvodina Novi Sad
- Étoile rouge de Belgrade
- Partizan Belgrade

## Palmarès
- 2017: HK Beograd
- 2016: Partizan Belgrade
- 2015: Partizan Belgrade
- 2014: Partizan Belgrade
- 2013: Partizan Belgrade
- 2012: Partizan Belgrade
- 2011: Partizan Belgrade
- 2010: Partizan Belgrade
- 2009: Partizan Belgrade
- 2008: Partizan Belgrade
- 2007: Partizan Belgrade